# Traces of Sadness
Traces of Sadness è il secondo album delle Vanilla Ninja.

## Il disco
Dopo il precedente album Vanilla Ninja, questo lavoro si presenta con sonorità più rock, pur mantenendo la loro vena elettronica, grazie all'uso delle tastiere di Katrin Siska, presenti in molte tracce.
L'album si apre con Tough Enough, il primo singolo della band, caratterizzato dal massiccio uso della tastiera di Katrin. Segue la traccia che dà il nome all album Traces Of Sadness. La canzone si fa notare per la voce molto calda e triste della cantante e bassista Maarja Kivi Dopo Stay, troviamo  When The Indians Cry, che è la ballad del disco, in cui sono molto presenti la chitarra acustica di Lenna Kuurmaa e la sua voce, intrecciata, nella versione usata per il videoclip, con la futura nuova bassista e voce del gruppo Triinu Kivilaan.
Subito dopo vi è Don't Go Too Fast, che si distingue per l'intro di tastiera e per la voce di Maarja, intrecciata con quella di Lenna. Dopo Heartless, troviamo la hit Liar, in cui si nota nel ritornello uno scream di Maarja.
Metal Queen, che è la decima canzone dell'album, è presente in un videogioco rivolto a chi si vuole approcciare allo studio della batteria, per via dell'interessante ritmo. A chiusura dell'album, troviamo le versioni estese di Traces Of Sadness e Heartless.
L'album è uscito il 29 novembre 2004 in versione limitata in doppio CD. Questa Limited Edition contiene alcune versioni unplugged e riarrangiamenti classici di alcune canzoni di questo album e di quello successivo Blue Tattoo.

## Tracce

### CD 1
1. Tough Enough - 3:22
2. Traces Of Sadness - 3:21
3. Stay - 3:50
4. When The Indians Cry - 3:41
5. Don't Go Too Fast - 3:11
6. Heartless - 3:49
7. Liar - 3:36
8. Don't You Realize - 3:49
9. Wherever - 3:24
10. Metal Queen - 3:45
11. Looking For A Hero - 3:52
12. Destroyed By You - 3:51
13. Traces Of Sadness (Extended Version) - 5:58
14. Heartless (Extended Version) - 7:36

- Tough Enough (CD-ROM Bonus Video)
- Don't Go Too Fast (CD-ROM Bonus Video)

### CD 2
1. Blue Tattoo (Unplugged Version) - 4:09
2. Tough Enough (Unplugged Version) - 3:26
3. Don't Go Too Fast (Unplugged Version) - 3:18
4. Liar (Unplugged Version) - 3:37
5. Stay (Unplugged Version) - 3:53
6. Metal Queen (Unplugged Version) - 3:43
7. Destroyed By You (Unplugged Version) - 3:52
8. Don't You Realize (Classical Version) - 3:49
9. Heartless (Classical Version) - 3:54
10. Traces Of Sadness (Classical Version) - 3:33
11. Looking For A Hero (Classical Version) - 4:17
12. Light Of Hope - 3:39

- Liar (CD-ROM Bonus Video)
- When The Indians Cry (CD-ROM Bonus Video)

## Formazione
- Lenna Kuurmaa - chitarre voce
- Piret Järvis - chitarre voce
- Maarja Kivi - basso
- Katrin Siska - tastiere